# 31-й окремий ремонтно-відновлювальний полк (Україна)
31-й окремий ремонтно-відновлювальний полк(31 ОРВП, в/ч А1536) — військовий підрозділ, що входить до складу Збройних Сил України.
До складу 31 ОРВП, входять ОРВБ БТ, ОРВБ АТ, ОРВБ РАО, евакуаційний батальйон, підрозділи логістики, вузол зв'язку, медчастина, підрозділ анти-терористичного забезпечення у складі групи розвідки, пошуку та блокування, фізичного впливу, очеплення, евакогрупи, медгрупи, групи управління та координації.

## Історія
31-й окремий ремонтно-відновлювальний полк сформовано на базі 1451 ремонтної роти 145-го ремонтного полку з підпорядкованістю оперативному командуванню «Південь» Сухопутних військ Збройних Сил України. Згідно зі спільною директивою Міністерства оборони України та Генерального штабу Збройних Сил України від 30 листопада 2016 року № Д-322/1/20/дск та наказом командувача військ оперативного командування «Південь» від 16.12.2016 № 45/дск 31 серпня вважається днем військової частини.
Згідно з розпорядженням командира в/ч А2393 від 29 серпня 2017 року військова частина брала участь у командно-штабних навчаннях, які проводились на території Херсонської області. Під час цих навчань особовий склад полку виконав поставлені завдання з обслуговування та ремонту автомобільної та бронетанкової техніки та ракетно-артилерійського озброєння. Реально перевірено стан та рівень підготовки частини, її спроможність до виконання поставлених задач. Також 31-й ремонтно-відновлювальний полк брав участь і набував бойовий досвід у зоні антитерористичної операції на території Донецької та Луганської областей.
Постійне місце дислокації в місті Подільськ на фондах колишнього 90-го об'єднаного навчального центру автомобільних військ.